# Próxima Estación: Esperanza

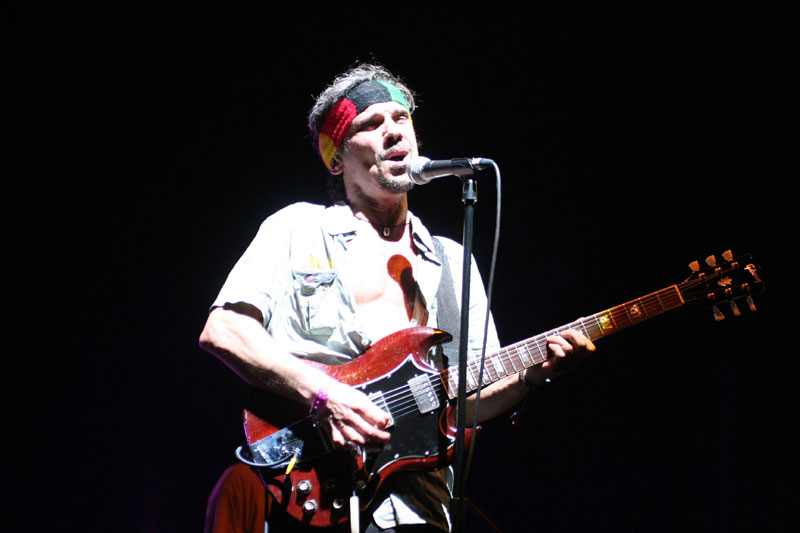
Manu Chao

Próxima Estación: Esperanza är Manu Chaos andra album som soloartist, utgivet 5 juni 2001 på Virgin Records. Det blev inte lika framgångsrikt som föregångaren Clandestino.
Titeln kommer från ett utrop i Madrids tunnelbana, med betydelsen "Nästa station: Esperanza". Esperanza betyder även hopp på spanska.

## Låtlista
1. "Merry Blues" - 3:36
2. "Bixo" - 1:52
3. "El Dorado 1997" - 1:30
4. "Promiscuity" - 1:36
5. "La primavera" - 1:53
6. "Me gustas tú" - 4:00
7. "Denia" - 4:39
8. "Mi vida" - 2:33
9. "Trapped by Love" - 1:55
10. "Le rendez-vous" - 1:57
11. "Mr. Bobby" - 3:49
12. "Papito" - 2:51
13. "La Chinita" - 1:34
14. "La marea" - 2:17
15. "Homens" - 3:18
16. "La vacaloca" - 2:24
17. "Infinita tristeza" - 3:56